# Bahnstrecke Ras Ejder–Sirt
Die Bahnstrecke Ras Ejder–Sirt ist eine im Bau befindliche Eisenbahnstrecke in Libyen.

## Das Projekt
Die Strecke wird zweigleisig und in Normalspur errichtet. Sie ist rund 625 Kilometer lang und führt von der tunesischen Grenze bei Ras Ejder über Tripolis nach Sirte. Sie ist Bestandteil einer künftig Nordafrika von Marokko bis Ägypten querenden Eisenbahnverbindung. Eine Elektrifizierung ist für einen späteren Zeitpunkt vorgesehen.
Als östliche Verlängerung ist die Bahnstrecke Sirt–Banghazi (Benghasi) im Bau. Bei den nahe der Küste befindlichen Siedlungen Al Hayshah (El Isha) und Abu Qurayn (Abugrein) soll die von Süden kommende Bahnstrecke Misrata–Sabha anschließen.

## Stand
Das Projekt wurde – ausschließlich der Signaltechnik – an die China Railway Construction Corporation vergeben. Für die Signaltechnik erhielt die italienische Ansaldo STS den Auftrag. Die Strecke sollte schon 2009 eröffnet werden. Es gab aber Verzögerungen bei der Fertigstellung. Lediglich eine 5 km lange Teststrecke steht bei Tripolis in Betrieb. Die Strecke war 2011 noch im Bau, als, verursacht durch den Bürgerkrieg in Libyen, die Arbeiten im Februar 2011 unterbrochen und die chinesischen Kräfte evakuiert wurden.

## Trivia
Der italienische Premierminister Silvio Berlusconi hat dem libyschen Revolutionsführer Muammar al-Gaddafi zum 40. Jahrestag seiner Revolution 2010 als Staatsgeschenk einen zum Salon-Triebwagen umgebauten DSB MG aus der laufenden Produktion dieser Züge für die Dänischen Staatsbahnen  übereignet. Es handelte sich um eine vierteilige Einheit mit zwei Salon- und einem Konferenzwagen. Zur Ausstattung gehörten eine italienische Espressomaschine und ein Jogging-Laufband. Der Dieseltriebwagen ist für Geschwindigkeiten bis zu 200 km/h ausgelegt. Da als einzige befahrbare Strecke in Libyen – als Teststrecke bei Tripolis – lediglich ein fünf Kilometer langer Abschnitt existiert, kam er nie zum Einsatz. Er hat den Bürgerkrieg aber wohl unbeschadet überstanden.
Der Zug ist sichtbar auf einer Satelliten-Aufnahme vom 10. November 2013 von Google Earth und einer Fotografie mit Geo-Tag.